# Hnitbjörg

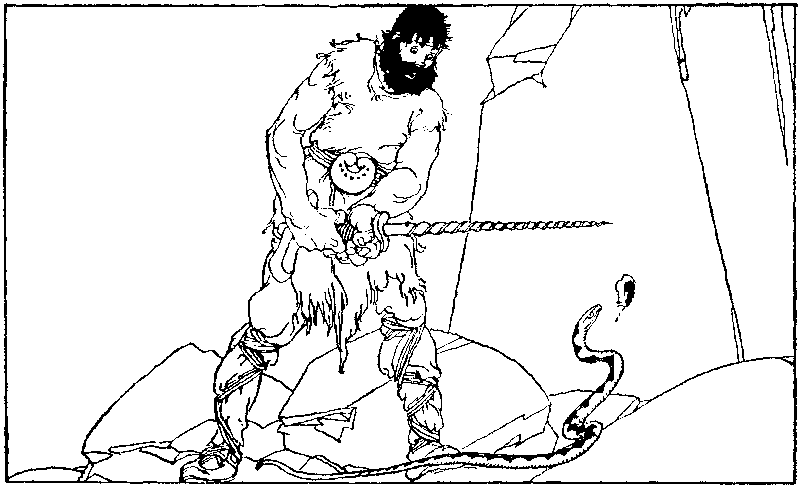
Nu är hålet borrat i Hnitbjörg. Bölverk – förvandlad till orm – bereder sig att ringla in. Bild av Willy Pogany, 1920.

Hnitbjörg (egentligen Hnitbjǫrg) är i nordisk mytologi det berg där jätten Suttung förvarade skaldemjödet. Berget omtalas i Snorre Sturlassons Edda, Skáldskaparmál G57–G58 samt i Hávamál 103–110 (dock utan att nämnas med namn). Men Snorres och Hávamáls versioner är i flera punkter oförenliga. Hávamál är äldst, men ingen version har bevarats i original.
Enligt Snorre lyckades Oden under täcknamnet Bölverk ta sig in i Hnitbjörg sedan Suttungs bror Bauge med en navare hade borrat hål i bergsidan. Bölverk omskapade sig då till en orm som slingrade sig in i berget genom borrhålet. Väl inne lyckades han förföra Suttungs dotter Gunnlöd och kom på så sätt över mjödet, som hon var satt till att vakta.
Hávamál nämner däremot ingenting om hur Bölverk tog sig in i berget. Vad som sägs är att han dårade Gunnlöd och gifte sig med henne. Skaldemjödet kom han kanske över då han tömde brudgumsbägaren.  Bölverks problem tycks snarare ha varit hur han skulle ta sig ut ur berget. Enligt Hávamál 106 kan det ha varit nu som navaren kom till användning. I Hávamál 109 antyds dock att det var Gunnlöd själv som släppte ut honom, antingen medvetet eller av misstag genom att hon råkade röja hur berget skulle öppnas.

## Namnet
Ordet Hnitbjörg är en flertalsform och verkar betyda ”klippor som slår ihop” eller ”klippor som stöter samman”. Namnet har satts i samband med den tro, som tycks ha varit vanlig i förkristen tid, att övernaturliga väsen (dvärgar, jättar, troll) kunde ha sina bostäder i stora stenar och klippor. Ibland kunde även människor luras in i bergen. De blev då bergtagna, vilket exempelvis hände kung Svegder av Ynglingaätten. Av namnet att döma skulle Hnitbjörg då vara ett berg som kunde öppnas och stängas. Tänkbart är väl också att berget har trotts vara en port in till dödsriket eller ”den andra sidan”. Ett litet antal sådana heliga berg omtalas i Landnámabók, till exempel Helgafell, Þórisbjǫrg, Mælifell och Krosshólar. Dessa berg förknippades med vissa ätter och troddes vara ”dödsberg”, i vars glänsande salar ättens medlemmar skulle leva vidare efter döden.
Ordet bjarg kan i norrönt mål oftare översättas ”klippa, klippblock” än ”berg”. Hnitbjarg (singularis), eller hnitberg, finns också i modern isländska och betyder ”brant klippa”. Som Finnur Jónsson påpekar förekommer Hnitbjörg även som isländskt ortnamn, men har som sådant knappast mer med gammal mytologi att göra än Odenplan i Stockholm.